# کایسون فوم‌ویهان
کایسون فوم‌ویهان (لائو: ໄກສອນ ພົມວິຫານ؛ ۱۳ دسامبر ۱۹۲۰ – ۲۱ نوامبر ۱۹۹۲) یک سیاست‌مدار اهل لائوس بود. وی از اوت ۱۹۹۱ تا نوامبر ۱۹۹۲ رئیس‌جمهور این کشور بود. کایسون فوم‌ویهان نخستین رهبر حزب کمونیستی انقلابی خلق لائوس بود که از سال ۱۹۵۵ تا زمان مرگش در ۱۹۹۲ این سمت را عهده‌دار بود. از سال ۱۹۷۵ و پس از آنکه کمونیست‌ها قدرت را طی جنگ داخلی لائوس در دست گرفتند، او به رهبر دوفاکتوی لائوس تبدیل شد. فوم‌ویهان از ۱۹۷۵ تا ۱۹۹۱ به عنوان نخستین نخست‌وزیر جمهوری دموکراتیک خلق لائوس و از سال ۱۹۹۱ تا ۱۹۹۲ نیز به عنوان دومین رئیس‌جمهور لائوس در قدرت بود.